# Madame Butterfly (film)
Madame Butterfly je francouzsko-britsko-německý hraný film z roku 1995, který režíroval Frédéric Mitterrand. Jedná se o adaptaci stejnojmenné opery Giacoma Pucciniho a libreta Luigiho Illici a Giuseppe Giacosy. Snímek měl světovou premiéru dne 22. listopadu 1995.

## Děj
Film se striktně řídí scénářem Pucciniho opery Madam Butterfly. Stejně jako v lyrickém díle se děj odehrává v Japonsku na počátku 20. století.

## Ocenění
- César: nejlepší kostýmy (Christian Gasc), nominace v kategorii nejlepší výprava (Michèle Abbé)